# Pont del Cadí
El pont del Cadí està situat en el nucli urbà de Granada, sobre el riu Darro. Actualment només roman en peus un dels seus dos estreps, concretament el situat en la riba del Bosc de l'Alhambra, amb forma de torre de planta hexagonal, així com l'arrencada d'una gran volta de ferradura.

## Descripció
La fàbrica és de carreus d'arenisca. Es veuen excavacions en la pedra base per allotjar els fonaments de la cintra i per la reixa que tancava el pas pel riu, sota ell. La volta presenta dovelles refoses i sortints en ritme altern, que estan policromades; impostes de nacel·la i arrabà ho completen. En l'estrep, es pot observar una petita portella de llinda, que va poder pertànyer a una construcció anterior.
A l'interior de la torre, existeixen dues escales de cargol.

## Història
El pont del Cadí va ser un dels elements principals de la relació entre la Granada musulmana i el riu Darro. S'esmenta en nombrosos escrits antics i se sap que, en 1501, els Reis Catòlics van dictar una disposició per pavimentar el pont, que encara estava en peus. No obstant això, l'arquitecte Torres Balbás, conservador de l'Alhambra a mitjans del segle xx, va sostenir que les restes actuals no es corresponen amb el pont citat per les fonts antigues. D'acord amb aquesta tesi, les restes citades correspondrien a un pas de muralla sobre el riu, la qual cosa és congruent amb aspectes funcionals del pont, com la seva cota excessivament alta respecte de l'entorn, i la seva escassa amplària, poc útil per al tràfic, ni tan sols de persones.
Actualment, el pont del Cadí està inclòs dins del perímetre de gestió de l'Alhambra.